# Полачек, Карел
Карел Полачек (чеш. Karel Poláček; 22 марта 1892, Рихнов-над-Кнежноу — 21 января 1945, Гливице, ранее сообщалось о 19 октября 1944 в Освенциме) — чешский прозаик, юморист, журналист и сценарист.

## Основные произведения
Романы и рассказы:
- Povídky pana Kočkodana, 1922
- Mariáš a jiné živnosti, 1924
- 35 sloupků, 1925
- Lehká dívka a reportér, 1926
- Povídky izraelského vyznání, 1926
- Bez místa, 1928

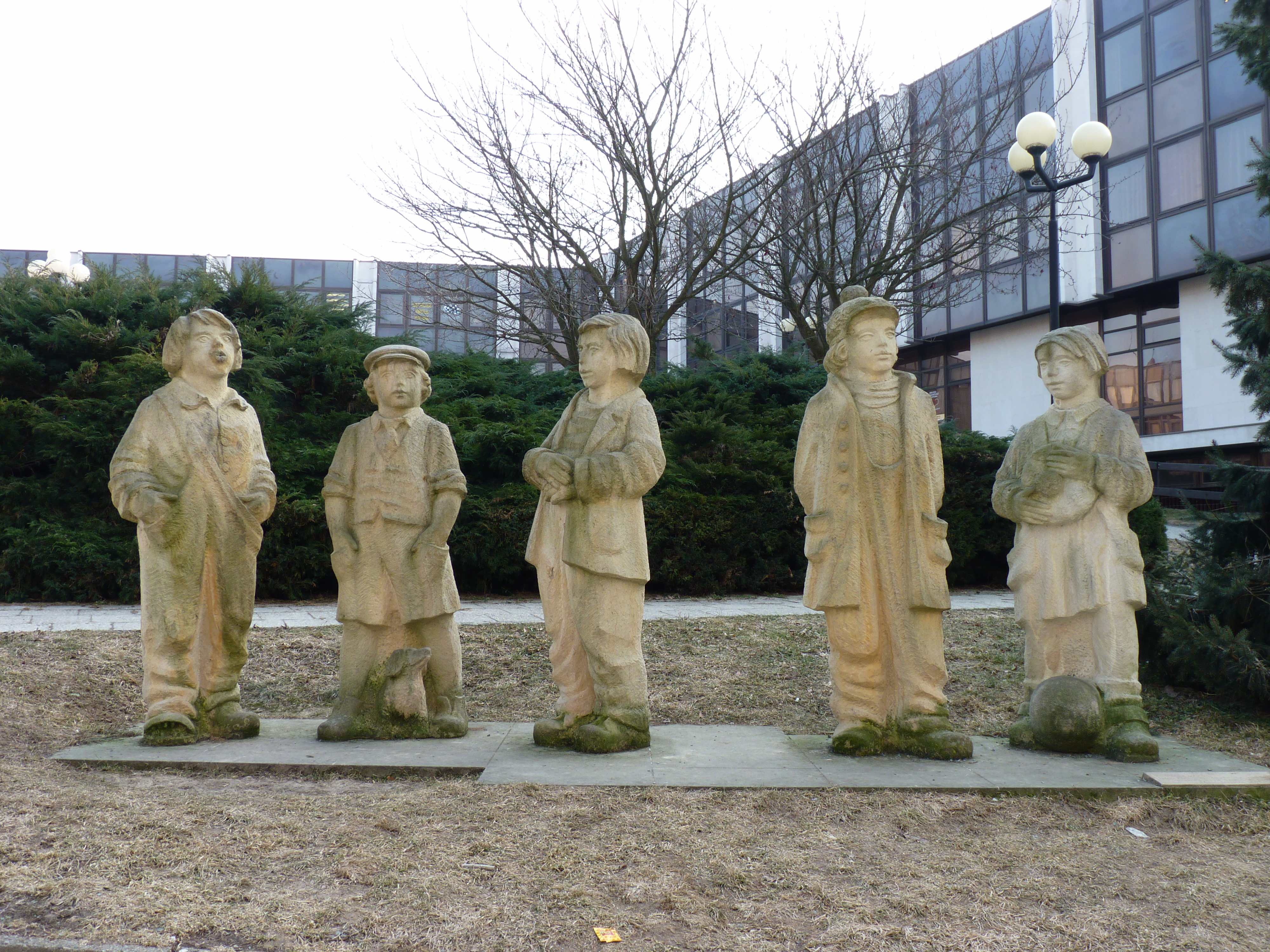
«Нас было пятеро», скульптура в Рихнов-над-Кнежноу

- Dům na předměstí, 1928; рус. пер. Полачек Карел. Дом на городской окраине / Пер.Порочкина И.; Каменская В. — СПб.: Алетейя, 2011. — 1000 экз. — ISBN 978-5-91419-261-4.
- Muži v ofsajdu, 1931
- Hráči, 1931
- Hlavní přelíčení, 1932
- Okresní město — 1936
- Hrdinové táhnou do boje, 1936
- Povídky izraelského vyznání, 1926
- Podzemní město, 1937
- Deník se žlutou hvězdou
- Hedvika a Ludvík a jiné povídky
- Vyprodáno, 1939
- Hostinec U kamenného stolu, 1941
- Michelup a motocykl
- Bylo nás pět, 1946 рус. пер. Полачек Карел. Карусель. Нас было пятеро. — М.-Л.: Художественная литература, 1965.

Детская литература:
- «Эдудант и Францимор»/Edudant a Francimor, 1933; рус. пер. Полачек Карел. Эдудант и Францимор. Художник Йозеф Чапек. (Сатир. сказка) / Пер. с чеш. и послесл. О. Малевича. — Л.: Детская литература, 1967.

Сборники:
- Židovské anekdoty, рус. пер. Полачек, Карел. Настоящие еврейские анекдоты / Пер. В. А. Каменской. — М.: Олимп [и др.], 2004. — ISBN 5-17-022882-1.
- Soudničky, 1999
- O humoru v životě a v umění, 1928
- Lidé před soudem, 1938
- Doktor Munory a jiní lidé, 1935—1939

Сценарии фильмов:
- Muži v offsidu
- Obrácení Ferdyše Pištory
- Dům na předměstí
- Hostinec U kamenného stolu
- Bylo nás pět
- Načeradec
- U nás v kocourkově
- Edudant a Francimor

Публицистика:
- Život ve filmu, 1927 (эссе)
- Žurnalistický slovník, 1934
- Metempsychóza čili stěhování duší, 1936
- Ze soudní síně, 1956